# Армянская улица (Сингапур)
Армянская улица (англ. Armenian Street, кит. 亚米尼亚街) — улица, расположенная в районе Музей Центрального региона Сингапура. Место компактного проживания армян.

## История
Армянская улица начинается от улицы Колмана (англ. Coleman Street) и тянется до пересечения Стэмфорд-роуд с улицей Ватерлоо.
Улица впервые была отмечена на карте 1836 года ирландского архитектора Джорджа Колмана. Изначально улица не имела названия, китайцы в обиходе называли её Сенг Пох Син Чу , что в переводе значило «задняя часть нового здания Сенг Поха». Тан Сенг Пох, сын Тан Ах Хуа и кузен Сих Ю Чина был известным в XIX веке на Сингапуре фермером, разбогатевшем на торговле опиумом и ставшим первым китайцем в муниципальной комиссии Сингапура.
Со временем улица из безымянной превратилась в Армянскую, название которой свидетельствует о времени армянского присутствия в Сингапуре. Сперва она из-за находившейся по соседству с улицей армянской церковью Святого Григория Просветителя именовалась «улица Армянской церкви», которая позже сократилась до «Армянской улицы».
На улице расположен ряд достопримечательностей, среди них: первый и единственный независимый центр современных искусств Сингапура, Старая школа Тао Нэн, которая сегодня является Музеем Перанакан, входящим в состав Музея азиатских цивилизаций. В музее размещены экспозиции, рассказывающие о цивилизации и культуре Китая, а также постоянно действует выставка «Наследие перанаканцев», на которой представлено богатое материальное наследие перанаканцев, живших на островах индонезийского архипелага.